# 프랑스의 아델라이드
프랑스의 마리 아델라이드(Marie Adélaïde de France, 1732년 3월 23일 ~ 1800년 2월 27일)는 프랑스의 공주로, 루이 15세와 마리 레슈친스카 사이에서 태어난 네 번째 딸이다.

## 생애

### 어린 시절
아델라이드는 언니 앙리에트, 오빠 도팽 루이 페르디낭과 함께 베르사유에서 자랐으며 카를로 골도니에게 영어와 이탈리어를 배웠다. 빼어난 미모의 공주로, 콩티 공작 루이 프랑수아 2세나 작센 공자와 혼담이 오갔으나 아델라이드 본인은 왕위 계승자와 결혼하기를 원했다. 당시 유럽에는 그러한 조건에 해당하는 상대가 없었기 때문에 결국 아델라이드는 결혼 적령기를 넘기고 평생 미혼으로 남았다. 큰언니 엘리사베타는 파르마 공국으로 시집갔고, 둘째언니 앙리에트는 요절했기 때문에 프랑스 궁정에서 가장 나이가 많은 공주는 그녀가 되었다. 아델라이드는 아버지의 방탕한 사생활에 반감을 가졌고, 특히 퐁파두르 후작 부인이 죽은 뒤 루이 15세의 총애를 받았던 바리 백작 부인을 몹시 싫어했다. 이후 오스트리아의 황녀 마리 앙투아네트가 조카인 루이와 결혼한 뒤로는, 그녀의 바리 백작 부인에 대한 혐오를 부추겨 갈등을 초래했다.

### 벨뷰 성 시절
1774년 아버지 루이 15세가 천연두에 걸리자 아델라이드는 다른 두 동생 빅투아르, 소피와 함께 지극정성을 그를 간호했고, 그녀 또한 천연두에 걸렸으나 회복되었다. 1779년 10월 6일 루이 16세는 세 고모들에게 벨뷰 성을 주었고, 아델라이드를 비롯한 세 자매는 프랑스 혁명이 일어날 때까지 그곳에서 살았다(소피는 1782년 죽었다). 루이 16세 부처의 왕궁에서 소외된 귀족들은 벨뷰 성에 모여들었고, 여기서 퍼져나간 마리 앙투아네트에 관한 나쁜 소문들은 그녀의 평판을 떨어뜨리는데 일조했다고 한다.

### 망명 생활
1789년 프랑스 혁명이 일어나고 국왕 일가가 튈르리 궁전에 유폐되자 아델라이드와 빅투아르는 그들과 다시 만나게 되었고, 1791년 두 공주는 로마로 망명하기로 결심했다. 루이 16세의 동생이자 조카딸인 클로틸드가 있는 토리노를 거쳐 로마에 도착한 두 공주는 교황 비오 6세의 보호를 받게 되었다. 그러나 프랑스에 남아 있던 루이 16세 일가는 차례로 처형되었고 신변의 위협을 느낀 두 사람은 마리 앙투아네트의 언니 나폴리 왕비 마리아 카롤리나가 있는 나폴리로 향했다. 이어서 케르키라섬을 거쳐 도착한 트리에스테에서 빅투아르는 유방암으로 사망했다. 아델라이드 또한 1800년 2월 28일 트리에스테에서 죽었다. 두 공주의 유해는 부르봉 왕정복고 때 루이 18세에 의해 프랑스로 돌아와 생드니 대성당에 묻혔다.